# Forua
Forua en basque ou Fórua en espagnol est une commune de Biscaye dans la communauté autonome du Pays basque en Espagne.

## Étymologie
Le nom du village dérive directement du mot latin forum (forum), terme latin qui faisait référence au marché ou à la place publique. Son nom signifierait le forum, de foru (m) + a (article en basque).

## Démographie

### Quartiers
Les quartiers de Forua sont: Gaitoka, Baldatika, Landaberde, Armotxerri, Urberuaga, Atxondo, et Elexalde qui est le quartier principal.

## Histoire
Forua est une municipalité située sur la rive gauche de la ria de Mundaka, au nord de la province et de la localité de Guernica, à laquelle elle a été intégrée. Elle se situe sur un ancien village romain construit au Ier siècle, qui servait de centre commercial de la zone et port de navigation (cabotage) dans le golfe de Gascogne. Ce village a été abandonné au Ve siècle.

## Hydrographie
La rivière de Guernica est le principal courant d'eau qui parcourt le territoire municipal, ainsi que la rivière Urkieta, affluent de l'Oka.

## Orographie
Son relief est montagneux, avec une hauteur maximale de 369 m. Il y a de nombreuses grottes et dans certaines d'entre elles on a trouvé des restes préhistoriques (la grotte de Santimamiñe est toute proche, possédant d'importantes peintures rupestres).

## Patrimoine civil
- Village Romain.
- Restes préhistoriques: dans la grotte de Ginerradi, dans la montagne Artadi, il y a un gisement de facies néolithique découvert par José Miguel de Barandiaran en 1919. Il y a aussi des restes à Peña Forua et à Atxeta.

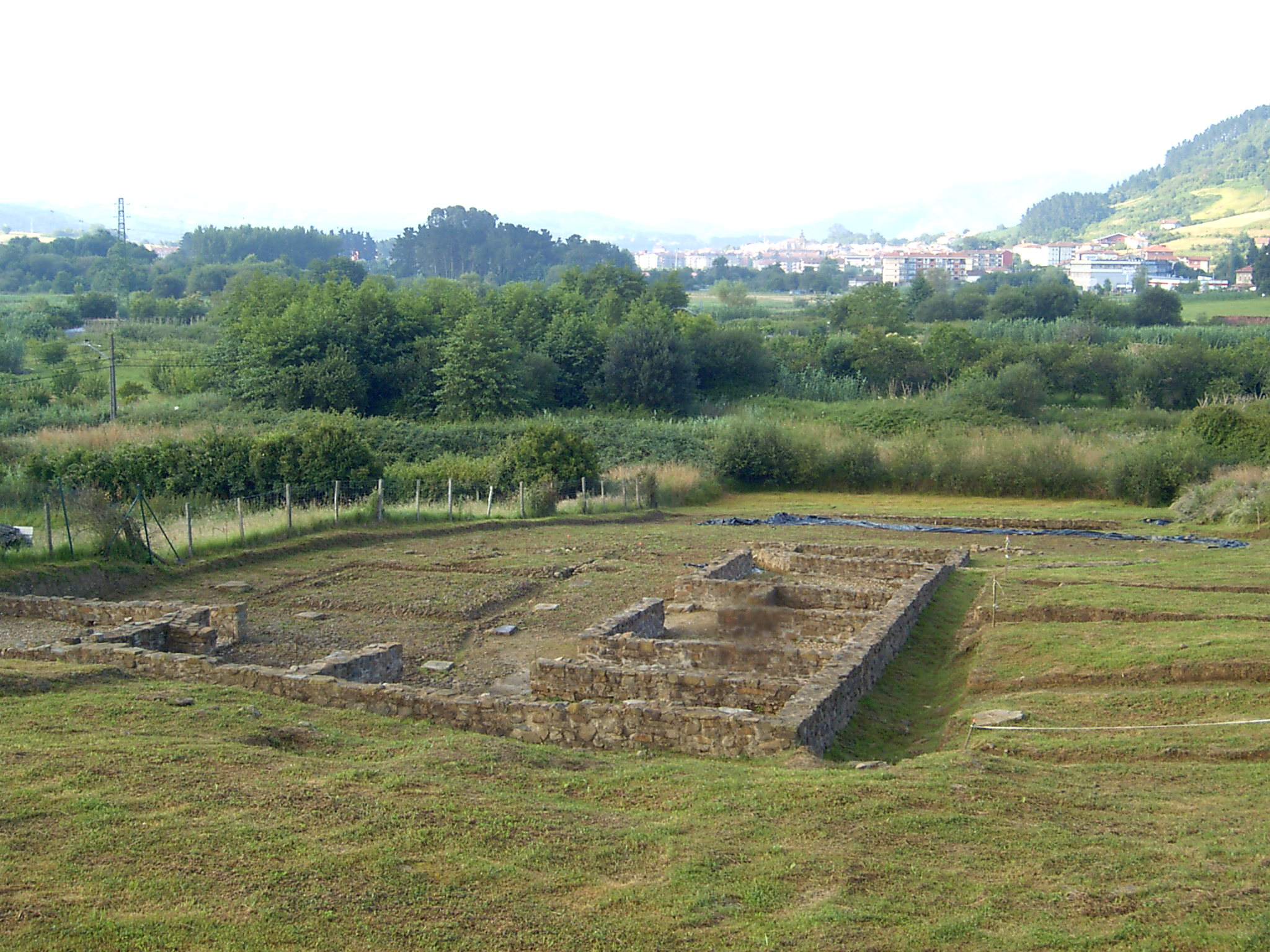
Fouilles romaines de Forua
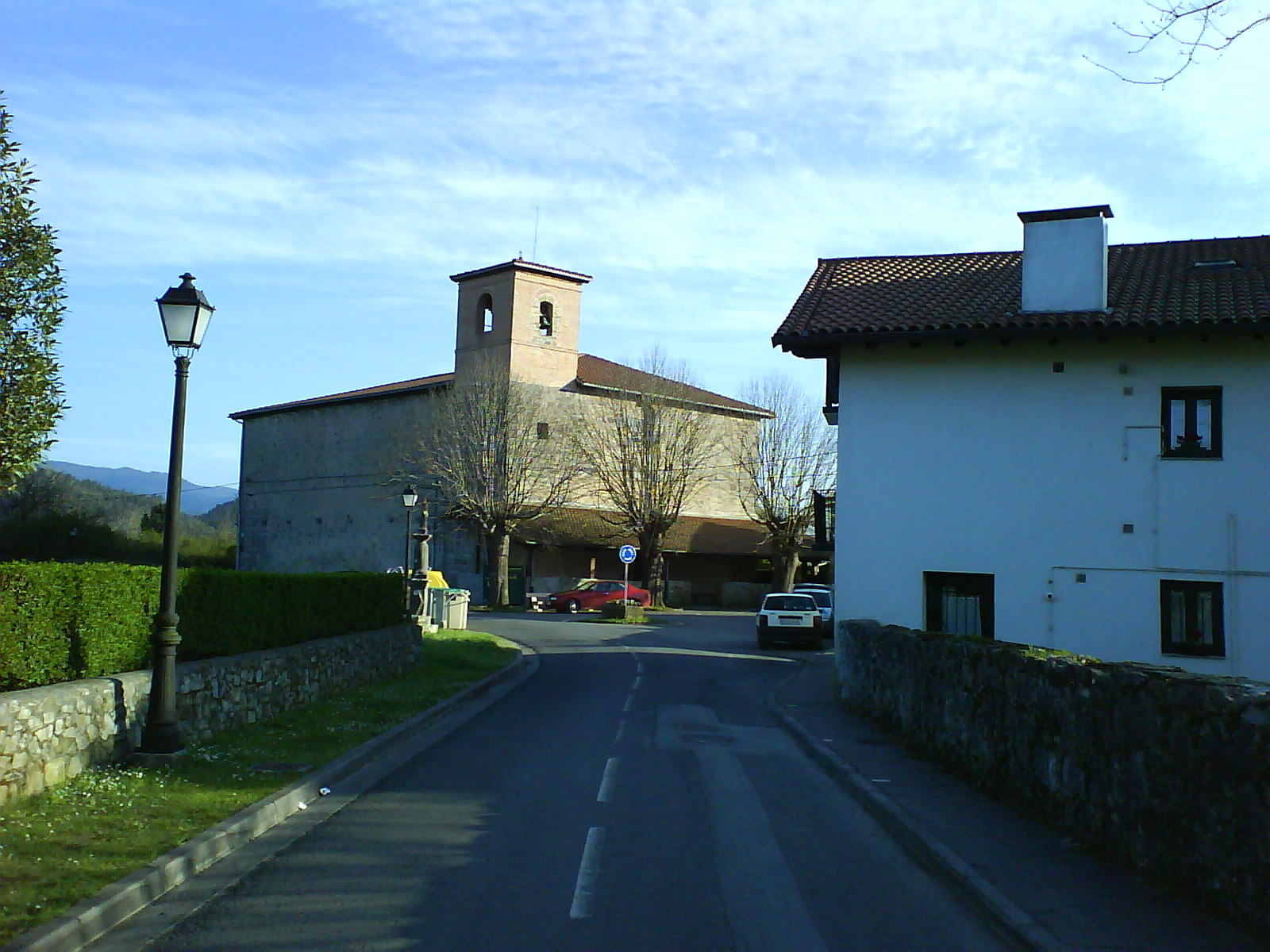
Église Saint Martin à Forua
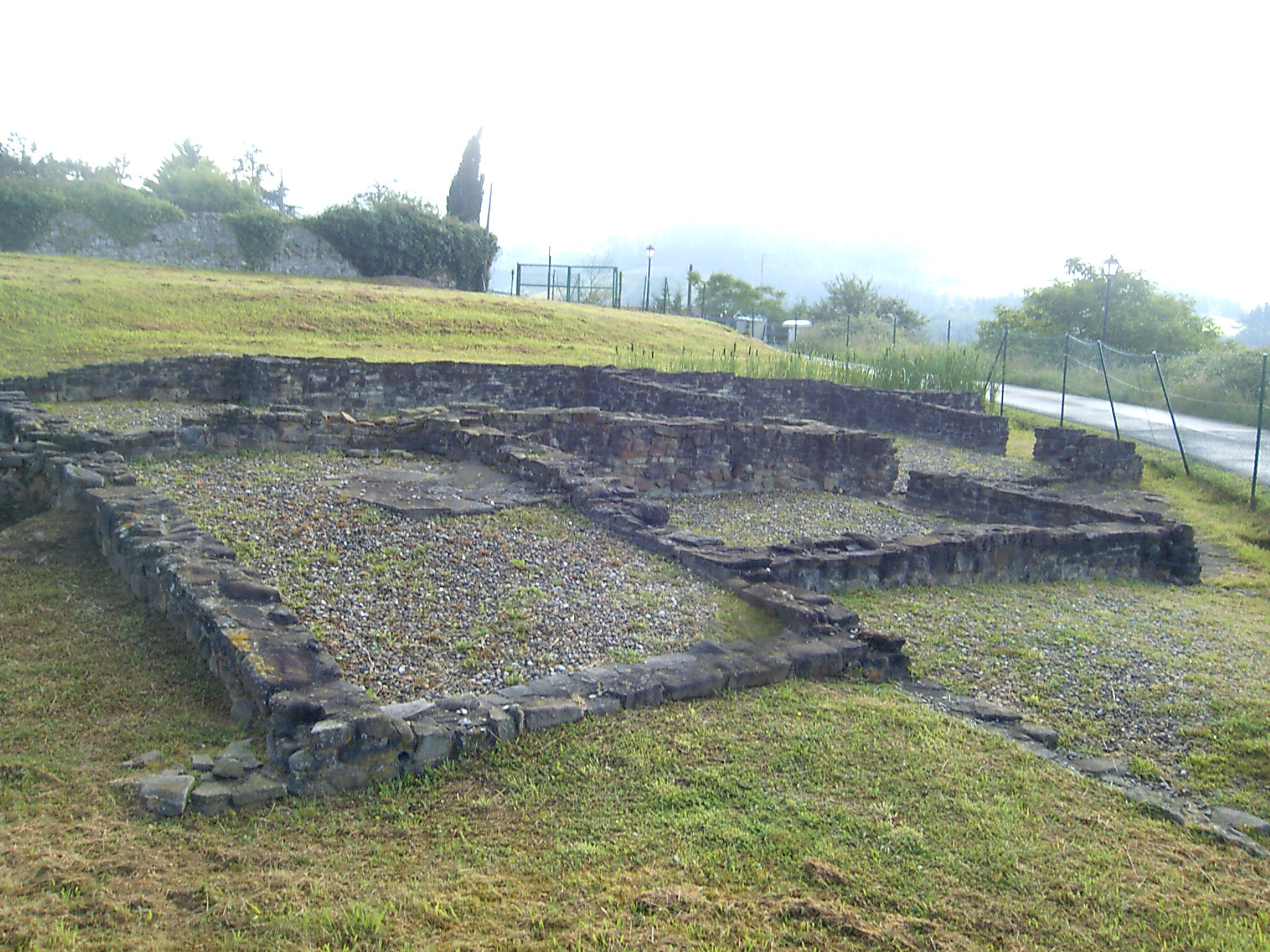
Fouilles romaines de Forua
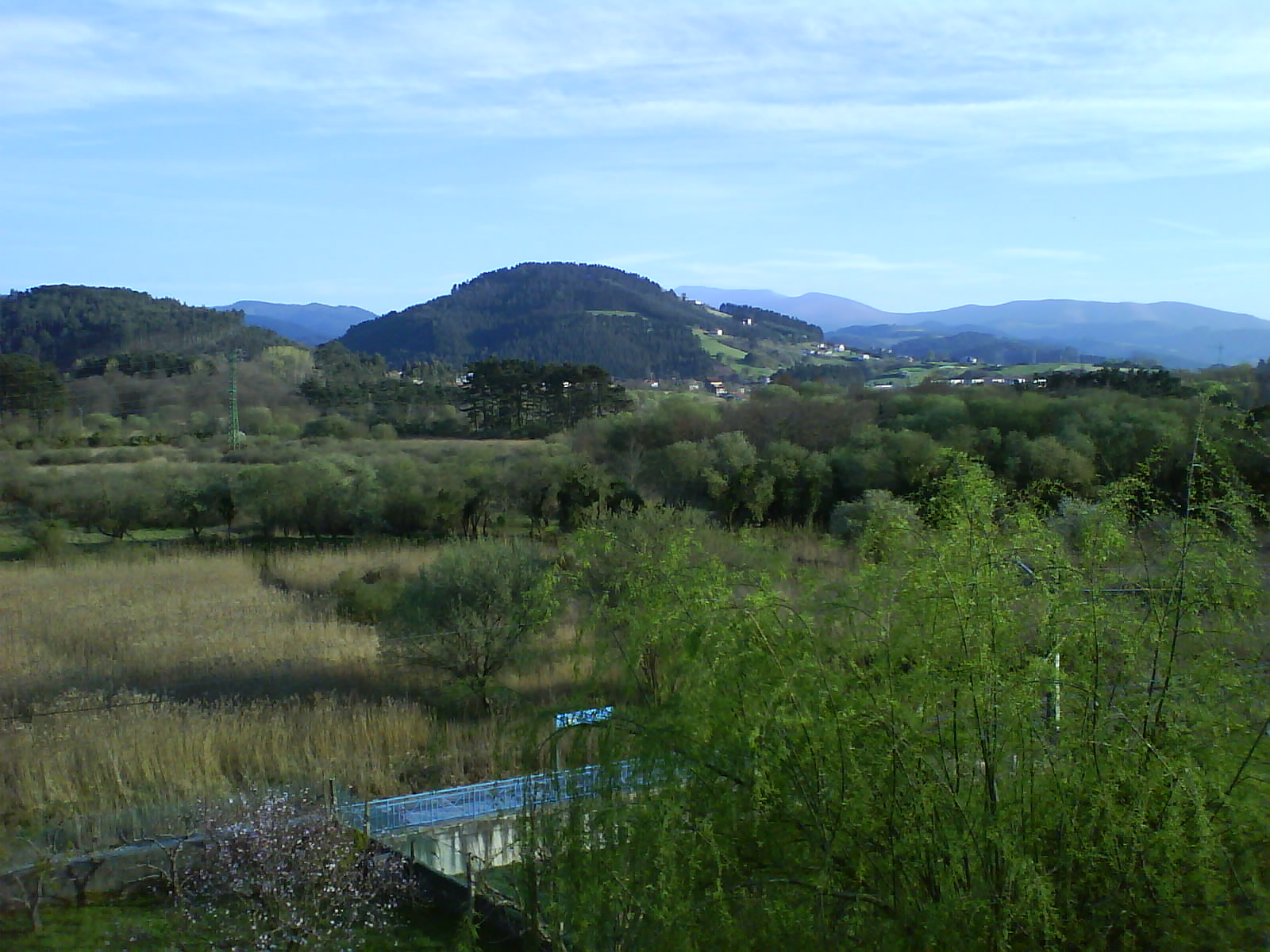
Vue du fleuve Oka depuis Forua

## Patrimoine religieux
- Église de San Martín: située dans le quartier Elexalde, a été fondée à la fin du XIe siècle ou au début du XIIe siècle, selon l'historien Juan Ramón Iturriza (1795), sous le Pape Urbain II. Sa fondation ont été d'éviter le déplacement des seigneurs de la zone à des localités éloignées pour entendre messe. Elle a subi beaucoup de restructurations tout au long du temps. La plus importante a été celle du XVIe siècle, dont on l'a doté d'un style gothique-renaissance propre des tailleurs de pierres biscaïens de l'époque. Dans cette modification, l'église prend une forme de « salon social » de forme de carrée, afin que tous les fidèles voient l'autel de façon égale (igualdad de lege). Au XVIIIe siècle, on trouve un autel romain, qui se transforme en pile baptismale. À l'intérieur on a trouvé une nécropole, qui s'étend de l'époque romaine jusqu'au XIXe siècle (depuis 200 ans jusqu'à il y a 1 600 ans). C'est la plus importante de la Biscaye.

## Personnalités liées à la commune
- Joan Mari Torrealdai (1942-) : journaliste et sociologue.
- Amaia Uribe (1985-) : bertsolari.

### Sources
- (es)/(eu) Cet article est partiellement ou en totalité issu des articles intitulés en espagnol « Forúa » (voir la liste des auteurs) et en basque « Forua » (voir la liste des auteurs).